# Mercedes-Benz F 800 Style

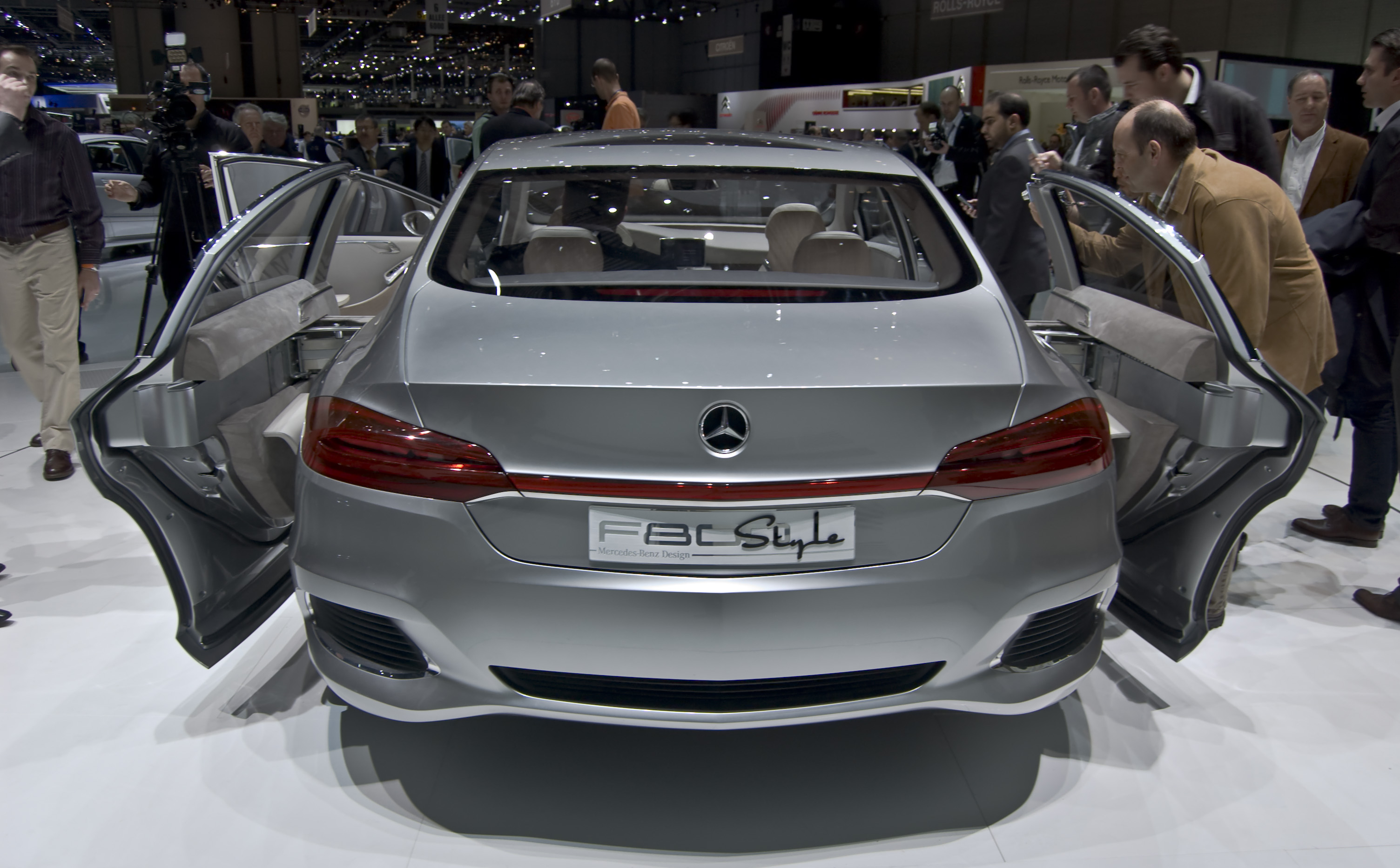
Heckansicht

Der Mercedes-Benz F 800 Style ist ein Konzeptfahrzeug von Mercedes-Benz, das auf dem Genfer Auto-Salon 2010 präsentiert wurde.

## Antriebstechnik
Das Fahrzeug wurde sowohl als Hybridauto als auch als Brennstoffzellenfahrzeug vorgestellt. Beide Antriebsarten lassen sich durch die modulare Plattform des F 800 umsetzten.
Die Hybridvariante hat eine Gesamtsystemleistung von 300 kW (409 PS), davon entfallen 220 kW auf den 3,5-Liter-V6-Ottomotor mit Direkteinspritzung und die übrigen 80 kW steuert der Elektromotor bei. Die Höchstgeschwindigkeit wird elektronisch auf 250 km/h begrenzt werden. Den Sprint von 0 auf 100 km/h absolviert der F 800 in 4,8 Sekunden. Die elektrische Reichweite beträgt 30 km; als Hochvoltbatterie wird eine Lithium-Ionen-Batterie unter der Rücksitzbank eingesetzt werden.
Der Verbrauch soll bei 2,9 Litern Superbenzin auf 100 Kilometer liegen. Das Brennstoffzellenfahrzeug besitzt einen Elektromotor mit 100 kW Leistung.

## Ausstattung
Die sogenannten DISTRONIC PLUS bietet einen Staufolgefahrassistenten, der bis 40 km/h dem vorausfahrenden Fahrzeug automatisch folgt, ohne dass der Fahrer selbst lenken oder beschleunigen muss.